# Wurruk
Wurruk – miasto w Australii, w stanie Wiktoria.